# Deubelbeiss und Schürmann
Ernst Deubelbeiss (* 13. Juni 1921 in Belp; † 7. Januar 2005) und Kurt Schürmann (* 1925; † angeblich 2006, vermutlich aber erst 2012), bekannt als Deubelbeiss und Schürmann, waren Schweizer Schwerverbrecher, deren Taten Anfang der 1950er Jahre die Schweiz erschütterten. In der Schweiz hielt mit ihnen der Begriff «Gangster» Einzug.

## Leben und Taten
Deubelbeiss stammte aus einer intakten Arbeiterfamilie und arbeitete in der Zeit des Zweiten Weltkriegs als Mechaniker in der Rüstungsindustrie in Genf. Hier kam er in Kontakt mit der Arbeiterbewegung und dem Marxismus. Er begann mit kleinen Diebstählen, angeblich für den Aufbau eines Kulturtreffs von Deutschschweizern, und wurde zu zwei Jahren Zuchthaus verurteilt. Im Gefängnis lernte er seinen späteren Komplizen Kurt Schürmann (angeblich 2006 verstorben, nach dem Biografen Wottreng aber 2012) kennen. Er traf ihn 1950 in Zürich wieder.
In der Nacht vom 23. zum 24. Juni 1951 brachen die beiden in ein Zeughaus in Zürich-Höngg ein und stahlen 15 Maschinenpistolen und 9685 Schuss Munition, die sie in Verstecken in Wäldern vergruben. Am Abend des 4. Dezember 1951 entführten sie den Bankier Armin Bannwart vor seinem Wohnhaus, weil sie hofften, er besitze den Tresorschlüssel der Privatbank Winterstein in Zürich, die sie berauben wollten. Der Entführte hatte indes den Schlüssel nicht dabei. Schliesslich brachten die beiden Gangster den Entführten in einem Waldstück in einer Aussengemeinde auf brutale Weise um. Nur wenige Wochen später, in der Nacht vom 24. auf den 25. Januar 1952, versuchten sie die Post Reinach im Kanton Aargau auszurauben. Auch dies misslang, sie wurden beim Schweissen überrascht. Es kam zur grössten Schiesserei der Schweizer Kriminalgeschichte, 108 Projektile zählte die Polizei am Tatort.
Die Polizei rief die Bevölkerung mit wiederholten Radiomeldungen zur Mitwirkung bei der Fahndung auf, was weitherum Beunruhigung hervorrief. Am 11. Februar 1952 wurden die Flüchtigen verhaftet und am 18. Februar 1953 wurden Deubelbeiss und sein Komplize wegen Mordes, Raubes und anderer Straftaten zu einer lebenslänglichen Zuchthausstrafe verurteilt. Vor Gericht hatte Schürmann behauptet, sie hätten eine revolutionäre Partei aufbauen wollen und ihre Taten aus politischen Gründen begangen.
Deubelbeiss kam erst am 1. Juli 1978 frei und lebte danach unter dem Namen Ernst Schmid als unbeachteter Bürger am Rand der Stadt Zürich, in Oerlikon, und arbeitete bei der städtischen Kehrichtverbrennung. Rückfällig wurde er entgegen den Prognosen nicht.

## Sozialgeschichtliche Bedeutung
Die Taten von Deubelbeiss und Schürmann erschütterten das Selbstbild der Schweizer Bevölkerung nach dem Zweiten Weltkrieg, wonach das Land eine friedliche Insel sei. Das Gangstertum «vom Chicago-Typ» – so die zeitgenössische Presse – hielt Einzug. Eine ganze Generation von Kindern hat die Drohung von Eltern und Pädagogen erlebt, «Wenn du nicht brav bist, kommt der Deubelbeiss.»

## Wirkungsgeschichte
Folgendes Volkslied war jahrelang im Umlauf; es erzählt vom Überfall dieser beiden Gangster aufs Postbüro in Reinach AG und wird in Varianten kolportiert: «Z’Rynach uf em Poschtbüro, se zwe Räuber inecho, hei Pischtole vöregno, gschosse hei si gruusig – gruusig. / Der erscht de hätt de Pöschtler packt, de zweiti de hät s’Gäld igsackt, de dritti het i d’Hose gmacht, s’het gschtunke, gschtunke, gschtunke.»
Der Fall Deubelbeiss und Schürmann ist dokumentiert im Kriminalmuseum der Kantonspolizei Zürich. Der Buchautor und Historiker Willi Wottreng verfasste ein Sachbuch über die beiden Schweizer Gangster. Darin berichtet er auch von einem nicht verwirklichten Filmprojekt des Schweizer Filmemachers Samir über diesen Stoff. Das Theater am Bahnhof in Reinach AG – einem der Tatorte dieses kriminalistischen Geschehens – brachte 2010, gestützt auf Wottrengs Buch, ein Theaterstück auf die Bühne.